# النا توماس
النا توماس (به انگلیسی: Elena Tomas) ژیمناست زادهٔ ۱۱ ژانویهٔ ۱۹۶۱ میلادی اهل کشور شوروی است.